# NGC 2879
NGC 2879 este o galaxie situată în constelația Hidra. A fost descoperită în 27 februarie 1865 de către Heinrich Louis d'Arrest.